# طواف تايلاند 2018
طواف تايلاند 2018 (بالإنجليزية: 2018 Tour of Thailand)‏ هو سباق دراجات هوائية، وهو الموسم رقم 13 من السباق، وأقيم خلال الفترة 1 أبريل 2018، وحتى 6 أبريل 2018، وامتدّ لمسافة 1080.9 كيلومتر، وهو أحد سباقات طواف آسيا للدراجات 2018، وهو من نوع سباق الدراجات، وقد شارك في السباق 117 متسابقاً ووصل إلى نهايته 108 متسابقاً.
فاز فيه بالمركز الأول بنيامين ديبول، وبالمركز الثاني ارتيم اوتشكين، وبالمركز الثالث توماس لباس، والفريق الفائز في ترتيب الفرق Kinan 2018.

## الفرق
| فرق قارية (17)- Roadbike Philippines ‏ - فريق دراباك كانونديل للتنمية الشاملة ‏ - FNIX–SCOM–Hengxiang Cycling Team ‏ - Interpro Cycling Academy ‏ - KFC Cycling Team ‏ - Kinan Racing Team ‏ - KSPO Professional ‏ - Tianyoude Hotel Cycling Team ‏ - Seoul Cycling Team ‏ - Shimano Racing Team ‏ - St George Continental Cycling Team ‏ - Tabriz Shahrdari Team ‏ - Team Illuminate (men's team) ‏ - تيرينجانو سايكلنج تيم ‏ - Thailand Continental Cycling Team ‏ - JCL Team Ukyo ‏ - فينو أستانا موتورز 2018 ‏ فرق وطنية (3)- منتخب هونغ كونغ لركوب الدراجات للرجال‏ - فريق ماليزيا لركوب الدراجات للرجال‏ - منتخب تايلاند الوطني لسباق الدراجات على الطريق للرجال‏ |  |
| |  |

## المراحل
| قائمة المراحل | قائمة المراحل | قائمة المراحل                             | قائمة المراحل      | قائمة المراحل | قائمة المراحل   | قائمة المراحل  |
| المرحلة       | التاريخ       | الدورة                                    |                    | المسافة (كم)  | الفائز بالمرحلة | القائد العام   |
| ------------- | ------------- | ----------------------------------------- | ------------------ | ------------- | --------------- | -------------- |
| 1             | 1 أبريل       | باتايا – تشانثابوري                       | مرحلة جبلية        | 207٫1         | ريمون كريدر     | ريمون كريدر    |
| 4             | 4 أبريل       | Khao Yai National Park ‏ – ناخون راتشاسيما | مرحلة جبلية متوسطة | 183٫4         | Martin Laas ‏    | بنيامين ديبول  |
| 5             | 5 أبريل       | ناخون راتشاسيما – Roi Et ‏                 | مرحلة جبلية        | 229           | Martin Laas ‏    | بنيامين ديبول  |
| 3             | 3 أبريل       | أرانيابراثيت ‏ – Khao Yai National Park ‏   | مرحلة جبلية        | 177٫7         | بنيامين ديبول   | بنيامين ديبول  |
| 2             | 2 أبريل       | تشانثابوري – أرانيابراثيت ‏                | مرحلة جبلية متوسطة | 173           | Shōtarō Iribe ‏  | Shōtarō Iribe ‏ |
| 6             | 6 أبريل       | Roi Et ‏ – خون كاين ‏                       | مرحلة جبلية        | 110٫7         | Martin Laas ‏    | بنيامين ديبول  |

## النتيجة

### مرحلة 1
هي مرحلة جبلية، أجريت في 1 أبريل 2018 فاز بالمرحلة ريمون كريدر، ومتصدر الترتيب العام في نهاية المرحلة ريمون كريدر، ومتصدر ترتيب الفرق منتخب تايلاند الوطني لسباق الدراجات على الطريق للرجال.
| التصنيف العام | التصنيف العام        | التصنيف العام  | التصنيف العام        | التصنيف العام     |        |
| الدراج        | الدراج               | البلد          | الفريق               | الوقت             | السرعة |
| ------------- | -------------------- | -------------- | -------------------- | ----------------- | ------ |
| 1.            | ريمون كريدر          | هولندا         | Ukyo                 | 4 س 18 دقيقة 58 ث |        |
| 2.            | Mohd Zamri Saleh ‏    | ماليزيا        | Terengganu           | + 4 ث             |        |
| 3.            | Martin Laas ‏         | إستونيا        | Illuminate           | + 4 ث             |        |
| 4.            | Thanawut Sanikwathi ‏ | تايلاند        | Thailand Continental | + 6 ث             |        |
| 5.            | بارك سونغ بايك       | كوريا الجنوبية | KSPO-Bianchi Asia    | + 7 ث             |        |
| 6.            | Robbie Hucker ‏       | أستراليا       | Ukyo                 | + 7 ث             |        |
| 7.            | Stepan Astafyev ‏     | كازاخستان      | Vino-Astana Motors   | + 8 ث             |        |
| 8.            | Saya Kuroeda ‏        | اليابان        | Shimano Racing       | + 8 ث             |        |
| 9.            | ياسهارو ناكاجيما     | اليابان        | Kinan                | + 9 ث             |        |
| 10.           | Simon Pellaud ‏       | سويسرا         | Illuminate           | + 9 ث             |        |

### مرحلة 2
هي مرحلة جبلية متوسطة، أجريت في 2 أبريل 2018 فاز بالمرحلة Shōtarō Iribe ‏، ومتصدر الترتيب العام في نهاية المرحلة Shōtarō Iribe ‏، ومتصدر ترتيب الفرق Shimano Racing Team ‏.
| التصنيف العام | التصنيف العام          | التصنيف العام         | التصنيف العام        | التصنيف العام     |        |
| الدراج        | الدراج                 | البلد                 | الفريق               | الوقت             | السرعة |
| ------------- | ---------------------- | --------------------- | -------------------- | ----------------- | ------ |
| 1.            | Shōtarō Iribe ‏         | اليابان               | Shimano Racing       | 8 س 14 دقيقة 04 ث |        |
| 2.            | Sarawut Sirironnachai ‏ | تايلاند               | Thailand Continental | + 4 ث             |        |
| 3.            | ريمون كريدر            | هولندا                | Ukyo                 | + 5 ث             |        |
| 4.            | Camilo Castiblanco ‏    | كولومبيا              | Illuminate           | + 5 ث             |        |
| 5.            | Martin Laas ‏           | إستونيا               | Illuminate           | + 9 ث             |        |
| 6.            | Mohd Zamri Saleh ‏      | ماليزيا               | Terengganu           | + 9 ث             |        |
| 7.            | بارك سونغ بايك         | كوريا الجنوبية        | KSPO-Bianchi Asia    | + 12 ث            |        |
| 8.            | Robbie Hucker ‏         | أستراليا              | Ukyo                 | + 12 ث            |        |
| 9.            | Yan Meng ‏              | جمهورية الصين الشعبية | Hengxiang            | + 12 ث            |        |
| 10.           | Stepan Astafyev ‏       | كازاخستان             | Vino-Astana Motors   | + 13 ث            |        |

### مرحلة 3
هي مرحلة جبلية، أجريت في 3 أبريل 2018 فاز بالمرحلة بنيامين ديبول، ومتصدر الترتيب العام في نهاية المرحلة بنيامين ديبول، ومتصدر ترتيب الفرق Kinan 2018 ‏.
| التصنيف العام | التصنيف العام              | التصنيف العام         | التصنيف العام         | التصنيف العام      |        |
| الدراج        | الدراج                     | البلد                 | الفريق                | الوقت              | السرعة |
| ------------- | -------------------------- | --------------------- | --------------------- | ------------------ | ------ |
| 1.            | بنيامين ديبول              | أستراليا              | St George Continental | 12 س 31 دقيقة 01 ث |        |
| 2.            | ارتيم اوتشكين              | روسيا                 | Terengganu            | + 16 ث             |        |
| 3.            | توماس لباس                 | فرنسا                 | Kinan                 | + 18 ث             |        |
| 4.            | Sarawut Sirironnachai ‏     | تايلاند               | Thailand Continental  | + 2 دقيقة 09 ث     |        |
| 5.            | Camilo Castiblanco ‏        | كولومبيا              | Illuminate            | + 2 دقيقة 10 ث     |        |
| 6.            | Yevgeniy Nepomnyachshiy ‏   | كازاخستان             | Vino-Astana Motors    | + 2 دقيقة 16 ث     |        |
| 7.            | Robbie Hucker ‏             | أستراليا              | Ukyo                  | + 2 دقيقة 17 ث     |        |
| 8.            | Liu Jianpeng ‏              | جمهورية الصين الشعبية | Hengxiang             | + 2 دقيقة 18 ث     |        |
| 9.            | Sascha Bondarenko-Edwards ‏ | أستراليا              | Drapac EF Cannondale  | + 2 دقيقة 20 ث     |        |
| 10.           | Keerati Sukprasart ‏        | تايلاند               | تايلاند               | + 2 دقيقة 20 ث     |        |

### مرحلة 4
هي مرحلة جبلية متوسطة، أجريت في 4 أبريل 2018 فاز بالمرحلة Martin Laas ‏، ومتصدر الترتيب العام في نهاية المرحلة بنيامين ديبول، ومتصدر ترتيب الفرق Kinan 2018 ‏.
| التصنيف العام | التصنيف العام              | التصنيف العام         | التصنيف العام                     | التصنيف العام      |        |
| الدراج        | الدراج                     | البلد                 | الفريق                            | الوقت              | السرعة |
| ------------- | -------------------------- | --------------------- | --------------------------------- | ------------------ | ------ |
| 1.            | بنيامين ديبول              | أستراليا              | St George Continental             | 16 س 39 دقيقة 57 ث |        |
| 2.            | ارتيم اوتشكين              | روسيا                 | Terengganu                        | + 16 ث             |        |
| 3.            | توماس لباس                 | فرنسا                 | Kinan                             | + 18 ث             |        |
| 4.            | Sarawut Sirironnachai ‏     | تايلاند               | Thailand Continental              | + 2 دقيقة 09 ث     |        |
| 5.            | Camilo Castiblanco ‏        | كولومبيا              | Illuminate                        | + 2 دقيقة 10 ث     |        |
| 6.            | Yevgeniy Nepomnyachshiy ‏   | كازاخستان             | Vino-Astana Motors                | + 2 دقيقة 16 ث     |        |
| 7.            | Robbie Hucker ‏             | أستراليا              | Ukyo                              | + 2 دقيقة 17 ث     |        |
| 8.            | Liu Jianpeng ‏              | جمهورية الصين الشعبية | Hengxiang                         | + 2 دقيقة 18 ث     |        |
| 9.            | Sascha Bondarenko-Edwards ‏ | أستراليا              | Drapac EF Cannondale              | + 2 دقيقة 20 ث     |        |
| 10.           | جوناثان مونسالف            | فنزويلا               | Qinghai Tianyoude-BH Cycling Team | + 2 دقيقة 20 ث     |        |

### مرحلة 5
هي مرحلة جبلية، أجريت في 5 أبريل 2018 فاز بالمرحلة Martin Laas ‏، ومتصدر الترتيب العام في نهاية المرحلة بنيامين ديبول، ومتصدر ترتيب الفرق Kinan 2018 ‏.
| التصنيف العام | التصنيف العام                 | التصنيف العام         | التصنيف العام         | التصنيف العام      |        |
| الدراج        | الدراج                        | البلد                 | الفريق                | الوقت              | السرعة |
| ------------- | ----------------------------- | --------------------- | --------------------- | ------------------ | ------ |
| 1.            | بنيامين ديبول                 | أستراليا              | St George Continental | 21 س 37 دقيقة 49 ث |        |
| 2.            | ارتيم اوتشكين                 | روسيا                 | Terengganu            | + 16 ث             |        |
| 3.            | توماس لباس                    | فرنسا                 | Kinan                 | + 18 ث             |        |
| 4.            | Liu Jianpeng ‏                 | جمهورية الصين الشعبية | Hengxiang             | + 2 دقيقة 09 ث     |        |
| 5.            | Sarawut Sirironnachai ‏        | تايلاند               | Thailand Continental  | + 2 دقيقة 09 ث     |        |
| 6.            | Camilo Castiblanco ‏           | كولومبيا              | Illuminate            | + 2 دقيقة 10 ث     |        |
| 7.            | Thurakit Boonratanathanakorn ‏ | تايلاند               | Thailand Continental  | + 2 دقيقة 15 ث     |        |
| 8.            | Yevgeniy Nepomnyachshiy ‏      | كازاخستان             | Vino-Astana Motors    | + 2 دقيقة 16 ث     |        |
| 9.            | Robbie Hucker ‏                | أستراليا              | Ukyo                  | + 2 دقيقة 17 ث     |        |
| 10.           | Sascha Bondarenko-Edwards ‏    | أستراليا              | Drapac EF Cannondale  | + 2 دقيقة 20 ث     |        |

### مرحلة 6
هي مرحلة جبلية، أجريت في 6 أبريل 2018 فاز بالمرحلة Martin Laas ‏، ومتصدر الترتيب العام في نهاية المرحلة بنيامين ديبول.
| التصنيف العام | التصنيف العام                 | التصنيف العام         | التصنيف العام         | التصنيف العام      |        |
| الدراج        | الدراج                        | البلد                 | الفريق                | الوقت              | السرعة |
| ------------- | ----------------------------- | --------------------- | --------------------- | ------------------ | ------ |
| 1.            | بنيامين ديبول                 | أستراليا              | St George Continental | 24 س 01 دقيقة 04 ث |        |
| 2.            | ارتيم اوتشكين                 | روسيا                 | Terengganu            | + 16 ث             |        |
| 3.            | توماس لباس                    | فرنسا                 | Kinan                 | + 18 ث             |        |
| 4.            | Camilo Castiblanco ‏           | كولومبيا              | Illuminate            | + 2 دقيقة 09 ث     |        |
| 5.            | Liu Jianpeng ‏                 | جمهورية الصين الشعبية | Hengxiang             | + 2 دقيقة 09 ث     |        |
| 6.            | Sarawut Sirironnachai ‏        | تايلاند               | Thailand Continental  | + 2 دقيقة 09 ث     |        |
| 7.            | Robbie Hucker ‏                | أستراليا              | Ukyo                  | + 2 دقيقة 14 ث     |        |
| 8.            | Thurakit Boonratanathanakorn ‏ | تايلاند               | Thailand Continental  | + 2 دقيقة 15 ث     |        |
| 9.            | Yevgeniy Nepomnyachshiy ‏      | كازاخستان             | Vino-Astana Motors    | + 2 دقيقة 16 ث     |        |
| 10.           | Félix Barón ‏                  | كولومبيا              | Illuminate            | + 2 دقيقة 16 ث     |        |

## التصنيف العام النهائي
| التصنيف العام | التصنيف العام                 | التصنيف العام         | التصنيف العام         | التصنيف العام      |        |
| الدراج        | الدراج                        | البلد                 | الفريق                | الوقت              | السرعة |
| ------------- | ----------------------------- | --------------------- | --------------------- | ------------------ | ------ |
| 1.            | بنيامين ديبول                 | أستراليا              | St George Continental | 24 س 01 دقيقة 04 ث |        |
| 2.            | ارتيم اوتشكين                 | روسيا                 | Terengganu            | + 16 ث             |        |
| 3.            | توماس لباس                    | فرنسا                 | Kinan                 | + 18 ث             |        |
| 4.            | Camilo Castiblanco ‏           | كولومبيا              | Illuminate            | + 2 دقيقة 09 ث     |        |
| 5.            | Liu Jianpeng ‏                 | جمهورية الصين الشعبية | Hengxiang             | + 2 دقيقة 09 ث     |        |
| 6.            | Sarawut Sirironnachai ‏        | تايلاند               | Thailand Continental  | + 2 دقيقة 09 ث     |        |
| 7.            | Robbie Hucker ‏                | أستراليا              | Ukyo                  | + 2 دقيقة 14 ث     |        |
| 8.            | Thurakit Boonratanathanakorn ‏ | تايلاند               | Thailand Continental  | + 2 دقيقة 15 ث     |        |
| 9.            | Yevgeniy Nepomnyachshiy ‏      | كازاخستان             | Vino-Astana Motors    | + 2 دقيقة 16 ث     |        |
| 10.           | Félix Barón ‏                  | كولومبيا              | Illuminate            | + 2 دقيقة 16 ث     |        |

### تصنيف النقاط
| تصنيف النقاط | تصنيف النقاط           | تصنيف النقاط          | تصنيف النقاط         | تصنيف النقاط |        |
| الدراج       | الدراج                 | البلد                 | الفريق               | النقاط       | السرعة |
| ------------ | ---------------------- | --------------------- | -------------------- | ------------ | ------ |
| 1.           | Martin Laas ‏           | إستونيا               | Illuminate           | 82 نقطة      |        |
| 2.           | ياسهارو ناكاجيما       | اليابان               | Kinan                | 61 نقطة      |        |
| 3.           | ريمون كريدر            | هولندا                | Ukyo                 | 56 نقطة      |        |
| 4.           | Mohd Zamri Saleh ‏      | ماليزيا               | Terengganu           | 46 نقطة      |        |
| 5.           | بارك سونغ بايك         | كوريا الجنوبية        | KSPO-Bianchi Asia    | 39 نقطة      |        |
| 6.           | Robbie Hucker ‏         | أستراليا              | Ukyo                 | 32 نقطة      |        |
| 7.           | Abdul Gani ‏            | إندونيسيا             | KFC                  | 32 نقطة      |        |
| 8.           | Sarawut Sirironnachai ‏ | تايلاند               | Thailand Continental | 27 نقطة      |        |
| 9.           | تاكوما اكيتا           | اليابان               | Shimano Racing       | 27 نقطة      |        |
| 10.          | Liu Jianpeng ‏          | جمهورية الصين الشعبية | Hengxiang            | 25 نقطة      |        |

### تصنيف الجبال
| تصنيف الجبال | تصنيف الجبال             | تصنيف الجبال    | تصنيف الجبال                      | تصنيف الجبال |        |
| الدراج       | الدراج                   | البلد           | الفريق                            | الوقت        | السرعة |
| ------------ | ------------------------ | --------------- | --------------------------------- | ------------ | ------ |
| 1.           | بنيامين ديبول            | أستراليا        | St George Continental             | 28 نقطة      |        |
| 2.           | ارتيم اوتشكين            | روسيا           | Terengganu                        | 20 نقطة      |        |
| 3.           | توماس لباس               | فرنسا           | Kinan                             | 20 نقطة      |        |
| 4.           | Min Kyeong-ho ‏           | كوريا الجنوبية  | Seoul Cycling Team                | 11 نقطة      |        |
| 5.           | Maral-Erdene Batmunkh ‏   | منغوليا         | Terengganu                        | 10 نقطة      |        |
| 6.           | Yevgeniy Nepomnyachshiy ‏ | كازاخستان       | Vino-Astana Motors                | 6 نقطة       |        |
| 7.           | دانيال وايتهاوس          | المملكة المتحدة | Interpro Stradalli                | 6 نقطة       |        |
| 8.           | Félix Barón ‏             | كولومبيا        | Illuminate                        | 4 نقطة       |        |
| 9.           | جوناثان مونسالف          | فنزويلا         | Qinghai Tianyoude-BH Cycling Team | 4 نقطة       |        |
| 10.          | Soon Young Kwon ‏         | كوريا الجنوبية  | KSPO-Bianchi Asia                 | 4 نقطة       |        |

## تصنيف الفرق

### الفرق حسب الوقت
| تصنيف الفرق حسب الوقت | تصنيف الفرق حسب الوقت               | تصنيف الفرق حسب الوقت | تصنيف الفرق حسب الوقت |        |
| الفريق                | الفريق                              | البلد                 | الوقت                 | السرعة |
| --------------------- | ----------------------------------- | --------------------- | --------------------- | ------ |
| 1.                    | Kinan                               | اليابان               | 72 س 08 دقيقة 24 ث    |        |
| 2.                    | Thailand Continental                | تايلاند               | + 1 دقيقة 44 ث        |        |
| 3.                    | St George Continental               | أستراليا              | + 3 دقيقة 37 ث        |        |
| 4.                    | Terengganu                          | ماليزيا               | + 3 دقيقة 49 ث        |        |
| 5.                    | KFC                                 | إندونيسيا             | + 4 دقيقة 07 ث        |        |
| 6.                    | 7 Eleven-Cliqq Roadbike Philippines | الفلبين               | + 4 دقيقة 07 ث        |        |
| 7.                    | Illuminate                          | الولايات المتحدة      | + 5 دقيقة 43 ث        |        |
| 8.                    | Vino-Astana Motors                  | كازاخستان             | + 5 دقيقة 43 ث        |        |
| 9.                    | Ukyo                                | اليابان               | + 6 دقيقة 44 ث        |        |
| 10.                   | KSPO-Bianchi Asia                   | كوريا الجنوبية        | + 6 دقيقة 57 ث        |        |

## وصلات خارجية
- طواف تايلاند 2018 على موقع إحصائيات الدراجات الإحترافية (الإنجليزية)